# Semitextularioidea
Semitextularioidea es una superfamilia de foraminíferos cuyos taxones han sido incluidos trandicionalmente en la superfamilia Palaeotextularioidea, del suborden Fusulinina del orden Fusulinida. Su rango cronoestratigráfico abarca desde el Devónico hasta la Pennsylvaniense (Carbonífero superior).

## Discusión
Clasificaciones más recientes incluyen Semitextularioidea en el suborden Earlandiina, del orden Earlandiida, de la subclase Afusulinana y de la clase Fusulinata.

## Clasificación
Semitextularioidea incluye a la siguiente familia:
- Familia Semitextulariidae